# Lysimachia andina
Lysimachia andina là một loài thực vật có hoa trong họ Anh thảo. Loài này được Sandwith mô tả khoa học đầu tiên năm 1933.